# Palau tại Thế vận hội
Palau góp mặt lần đầu tại Thế vận hội Mùa hè năm 2000 ở Sydney. Palau chưa từng tham gia Thế vận hội Mùa đông.
Palau đã gửi hai vận động viên (VĐV) chạy nước rút và một VĐV bơi lội tới kỳ vận hội Luân Đôn 2012.

## Bảng huy chương

### Thế vận hội Mùa hè
| Thế vận hội         | Số VĐV       | Vàng | Bạc | Đồng | Tổng số | Xếp thứ |
| Sydney 2000         | 5            | 0    | 0   | 0    | 0       | –       |
| Athens 2004         | 4            | 0    | 0   | 0    | 0       | –       |
| Bắc Kinh 2008       | 5            | 0    | 0   | 0    | 0       | –       |
| Luân Đôn 2012       | 5            | 0    | 0   | 0    | 0       | –       |
| Rio de Janeiro 2016 | 5            | 0    | 0   | 0    | 0       | –       |
| Tokyo 2020          | chưa diễn ra |      |     |      |         |         |
| Paris 2024          | chưa diễn ra |      |     |      |         |         |
| Los Angeles 2028    | chưa diễn ra |      |     |      |         |         |
| Tổng số             | Tổng số      | 0    | 0   | 0    | 0       | –       |